# Килуновка
Килуновка — исчезнувшая деревня в Караидельском районе Башкирии. Разрушена перед запуском Павловской ГЭС. Заселена была русскими.

## История
По всей видимости была основана выходцами из Пермской губернии, государственными крестьянами, выкупившими эту землю у башкир. Время основания, скорее всего, как и у близлежащих деревень Непряхино, Ургуш и Атербаш — 60-е года XIX-века. Уже в 1877 году насчитывала 23 двора, где проживали 67 и 70 жителей мужского и женского пола соответственно.

## География
Располагалась на ручье Атерь, при ключе.

## Население
| Общие демографические показатели |        |           |           |           |
| год                              | дворов | число душ | число душ | число душ |
| год                              | дворов | М.        | Ж.        | Всего     |
| 1877                             | 23     | 67        | 70        | 137       |
| 1920                             | 54     | 113       | 186       | 299       |

## Происхождение названия
По мысли одного из её жителей, название деревни произошло от слова «кила». По соседству с местом будущей деревни было много березовых лесов, на стволах которых было много наростов-грибов, называемых в народе баками или килами. Их количество в этой местности шибко поразило заселенцев, и они решили назвать свою деревню в честь них Килуновкой. Эти баки варили, выпаривая яд, сушили и потом использовали в качестве трута для розжига огня. В таком сушеном виде они легко загорались от искры кремния при ударе чекмы и могли долго тлеть (даже целый день). Для того чтобы они разгорелись сильнее надо было всего лишь подуть на них.

## Описание деревни
До революции деревня была богатая, зажиточная и благоустроенная. В Килуновке был маслозавод, молокозавод, много двухэтажных домов, причем нижний этаж строили из кирпича, а верхний был деревянным. В деревне была кирпичная школа (1-4 класс) с просторными классами, двумя залами и туалетом внутри школы (превосходное помещение по тем временам).
В деревне жили в основном государственные крестьяне, но и несколько помещиков, в том числе Киселёв и Цыбин. Киселёв после революции был избран народом на должность председателя колхоза, который он занимал до сноса деревни перед строительством Павловской ГЭС. На фронт его не взяли, так как он был без руки. Народ был за него и поддерживал его всю жизнь. Киселёв также помогал народу чем мог, отдал свой двухэтажный дом под правление колхоза. А в двухэтажном кирпичном доме Цыбина был детский сад.

## Семьи, проживавшие в деревне
В деревне проживали следующие семьи:
- Долгодворовы[6]
- Киселёвы
- Мохнаткины[7]
- Полушкины[8]
- Сычкины[9]
- Торопыгины[10]
- Цыбины[11]
- Струговы